# Миркасимова, Аян Огтай кызы
Миркасимова Аян Огтай кызы (род. 5 мая 1969, Баку) — азербайджанская актриса театра и кино. Заслуженная артистка Азербайджана (2000). Народная артистка Азербайджана (2017).

## Жизнь и деятельность
Аян Огтай кызы Миргасимова родилась 5 мая 1969 года в Баку. Окончила Бакинское хореографическое училище в 1986 году. В 1990 году получила образование в области кино и театрального актерского мастерства в Училище драматического искусства имени Школы-студии Алексея Баталова в Москве. С 1991 года работает в Азербайджанском государственном русском драматическом театре имени Самеда Вургуна. Помимо актерской деятельности, она также участвует в творчестве хореографических коллективов. Снималась в фильмах зарубежных кинопроизводителей: «Малыш» (1993, Узбекфильм, реж. Рано Кубаева) и «Ласточка» (2005, NTV, Россия, сериал, реж. Вячеслав Никифоров).
Лауреат театральной премии «Апофигей-99» в номинации «Зрительское внимание», обладатель премии «Золотая камелия» на I Международном кинофестивале в Мадриде в номинации «Лучшая женская роль», лауреат «Красной розы» на XII Международном кинофестивале в Баку, лауреат премии «Коркипия» на Фестивале открытых киностран стран СНГ и Балтии, обладатель премии «Хумай». За заслуги в развитии азербайджанского кинематографа удостоена звания Заслуженной артистки Азербайджана 18 декабря 2000 года, а также Народной артистки Азербайджана 31 июля 2017 года. Была награждена премией Президента 9 мая 2012 года, 30 апреля 2014 года, 6 мая 2015 года, 6 мая 2016 года, 1 мая 2017 года, 9 мая 2018 года, 10 мая 2019 года, 7 мая 2020 года, 7 мая 2021 года, 10 мая 2022 года и 6 мая 2023 года. С 31 июля 2017 года удостоена звания Народной артистки Азербайджана за заслуги перед развитием кинематографии Азербайджана.
Аян Миркасимова является дочерью народного артиста Октая Миркасимова, племянницей Народного художника Азербайджана Мир-Али Мир-Касимова, внучкой академика Мир-Асадуллы Мир-Касимова.

## Награды
- Заслуженная артистка Азербайджана (2000)
- Народная артистка Азербайджана[14] (2017)
- Премия «Апофигей-99» (театральная номинация)
- Золотая камелия (I Международный кинофестиваль в Мадриде)
- Красная роза (XII Международный кинофестиваль в Баку)
- Коркипия (Фестиваль открытых киностран СНГ и Балтии)
- Хумай (премия в области кинематографии)
- Премия Президента Азербайджана (2012, 2014, 2015, 2016, 2017, 2018, 2019, 2020, 2021, 2022, 2023)

## Фильмография
1. «Люди, лошади, колеса» (1979) — роль: Ребенок
2. «Только остров не возьмёшь с собой» (1980) — роль: Наиля
3. «Последняя ночь года» (1983) — роль: Дилара
4. «Когда наступит август» (1984) — роль: Наиля
5. «Туман» (1987) — роль: Рена
6. «Свободное время» (1996) — роль: Лейла
7. «Комната в отеле» (1998) — роль: Рена
8. «Как прекрасен этот мир…» (1999) — роль: Сабина
9. «Сон» (2001) — роль: Бахар
10. «Тарантул» (2002) — роль: Медина
11. «Карусель» (2004) — роль: Дурухан
12. «Мелодия пространства» (2004) — роль: Рена
13. «Мы вернемся» (2007) — роль: Наргиз
14. «Мы вернемся» (эфир, 2007) (II)
15. «Доброе утро, душа!» (2008) — роль: Медина
16. «Не умирать без мести. Письма из прошлого» (2013)
17. «Звонок» (2015)
18. «Подарок» (короткометражный фильм, 2017)